# Frieda Unger

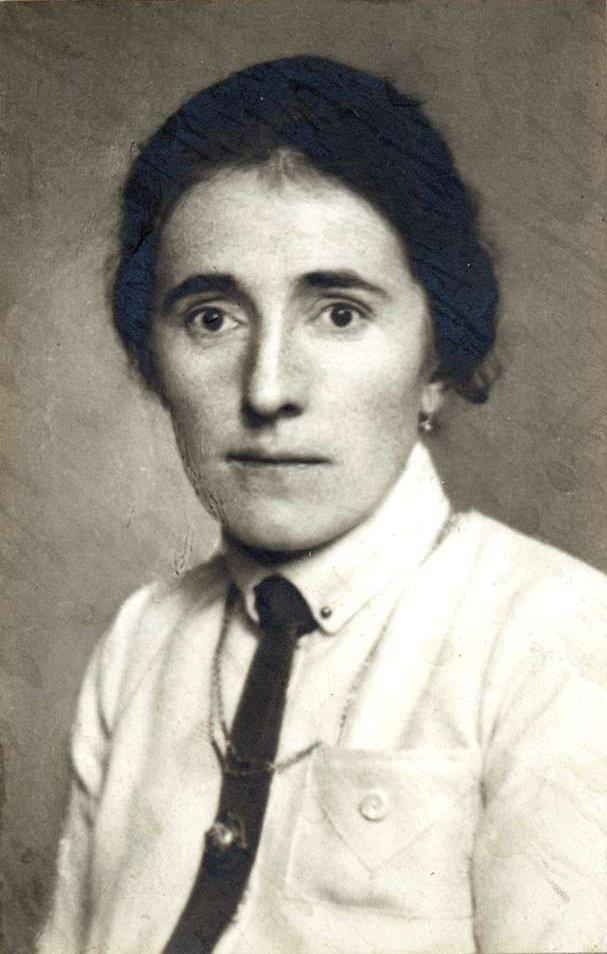
Frieda Unger (um 1921)

Frieda Unger, geborene Eckert (* 9. Juli 1888 in Schopfheim; † 12. April 1975 in Berlin), war eine sozialistische und kommunistische deutsche Politikerin. Von 1921 bis 1925 gehörte sie dem Badischen Landtag an.

## Leben
Frieda Eckert wurde als Tochter eines Steinhauermeisters in Schopfheim geboren. Ihr Vater starb, als sie drei Jahre alt war. Sie wuchs in bescheidenen Verhältnissen auf. Schon mit 14 Jahren musste sie sich ihren Lebensunterhalt selbst verdienen und ging als Dienstmädchen nach Basel. 1907 lernte sie in Freiburg ihren ersten Mann kennen, den Maurer Karl Unger. 1910 heirateten sie und bekamen in wenigen Jahren vier Kinder. Ihr Ehemann war aktiver Sozialdemokrat und begeisterte sie anfangs für die Ideen seiner Partei. 1914 war sie allerdings mit der Haltung der SPD beim Ausbruch des Ersten Weltkrieges nicht einverstanden. 1918 ging sie deshalb zur USPD. Seit 1914 lebte Frieda Unger in Lahr und machte dort durch großes Engagement auf sich aufmerksam. Im Jahre 1919 wurde sie zur Stadtverordneten gewählt. Von 1921 bis 1925 gehörte sie dem Badischen Landtag an, anfangs für die USPD, ab 1922 für die KPD.
Im September 1923 spielte sie eine herausragende Rolle beim Umsturzversuch in Mittelbaden, an dessen Ende die Räterepublik stehen sollte. Der Umsturzversuch scheiterte. Trotz ihrer Immunität als Abgeordnete wurde Frieda Unger vom November 1923 bis zum Frühjahr 1924 in Untersuchungshaft genommen. Nur zu den Sitzungen des Landtags wurde sie auf freien Fuß gesetzt. Nach dem Verlust ihres Mandats tauchte sie unter, wurde aber gefasst und im Mai 1926 vom Reichsgericht in Leipzig wegen Vorbereitung zum Hochverrat und Nötigung zu zweieinhalb Jahren Zuchthaus verurteilt. Im Bruchsaler Gefängnis verbrachte sie 1926 und 1927 ihre Strafe, 1927 wurde ihr ein Teil der Strafe erlassen. Ihre Ehe mit Karl Unger war zu diesem Zeitpunkt gescheitert, die vier Kinder wussten häufig nicht, wo sich ihre Mutter gerade aufhielt. 1927 ging sie mit dem Arbeiter Max Haas eine zweite Ehe ein und zog 1931 mit ihm nach Berlin-Neukölln. Ab 1933 war Frieda Unger im kommunistischen Widerstand aktiv, bis ihre Gruppe 1937 entdeckt und Frieda Unger mehrere Monate inhaftiert wurde. Karl Ludwig Unger starb am 15. Dezember 1945 an den Folgen seiner Haft im Konzentrationslager Dreibergen.

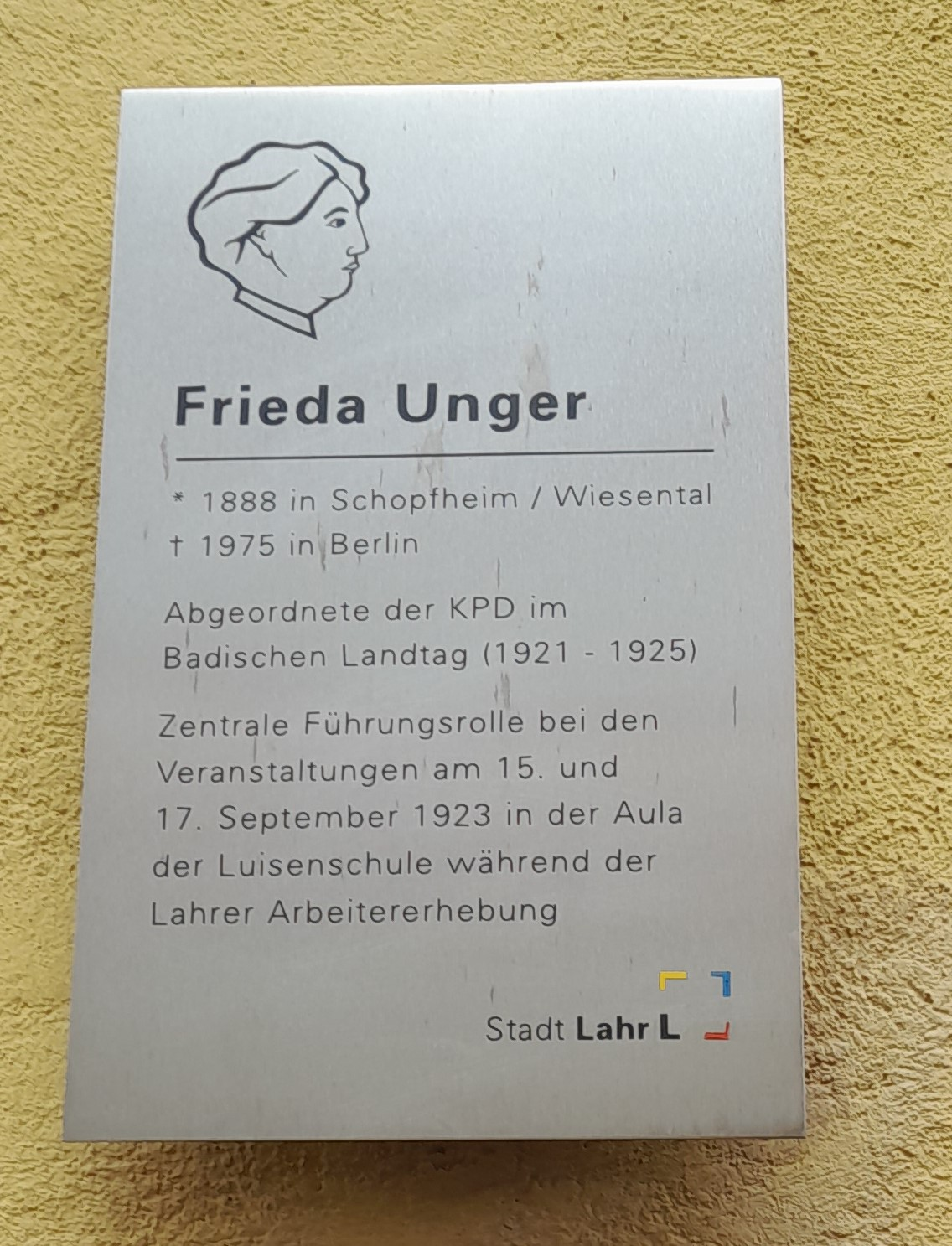
Gedenktafel für Frieda Unger am Rathausplatz 7 in Lahr

Nach dem Ende des Kriegs 1945 wurde sie in der sowjetischen Besatzungszone bis zu ihrer Pensionierung 1948 Abteilungsleiterin im Zentralvorstand der Vereinigung der gegenseitigen Bauernhilfe (VdgB), verantwortlich für Frauenfragen. 1948 bis 1949 gehörte sie dem DFD-Bundesvorstand an. Bis zu ihrem 70. Lebensjahr leitete sie eine Wohnbezirksgruppe der Nationalen Front in Berlin-Johannisthal. Zu ihrem 80. Geburtstag wurde sie von der DDR mit dem Vaterländischen Verdienstorden in Silber ausgezeichnet.
2007 wurde für sie nach längeren Kontroversen eine Gedenktafel am Rathausplatz in Lahr angebracht.